# 15976 Bhansali
15976 Bhansali este o planetă minoră (asteroid), cu un diametru de 7,622 km, din centura de asteroizi. A fost descoperită pe 20 martie 1998 la Experimental Test Site⁠(d) de Lincoln Near-Earth Asteroid Research. 
Obiectul prezintă o orbită caracterizată de o semiaxă mare de 2,9846316 UAi, o excentricitate de 0,11, o înclinație de 10,04637 ° în raport cu ecliptica.